# Rhamphomyia batylimensis
Rhamphomyia batylimensis är en tvåvingeart som beskrevs av Frey 1922. Rhamphomyia batylimensis ingår i släktet Rhamphomyia och familjen dansflugor. Inga underarter finns listade i Catalogue of Life.